# L'Espluga (Odèn)
L'Espluga és una muntanya de 1.534 metres que es troba al municipi d'Odèn, a la comarca catalana del Solsonès.